# Самара (Михайловский район)
Самара — село в Михайловском районе Рязанской области России.

## География
Село находится на р. Проня.

## История
| Год  | Население |
| ---- | --------- |
| 1929 | 213       |
| 2007 | 15        |

Село образовано на границе XVIII и XIX вв.
До 1924 года деревня входила в состав Горностаевской волости Михайловского уезда Рязанской губернии.

## Население
| 2010 |
| ---- |
| 4    |

## Этимология
Во второй половине XIX в. осуществлялось переселение крестьян Рязанской губернии на пустующие земли Самарской и других губерний.
Самара нередко воспринималась переселенцами как очень далекое место, край света.
Соответственно с этим данное слово стало обозначать любое удаленное место.
Как отмечает Бабкин М. В., окраинная часть с. Ижеславль называется Самарой. 
Такое же происхождение, на его взгляд, имеет наименование с. Самары, находившейся на значительном удалении от уездного города.